# Champagnac-la-Noaille
Champagnac-la-Noaille (Champanhac-la-Noalha in occitano) è un comune francese di 230 abitanti (al 1º gennaio 2022) abitanti situato nel dipartimento della Corrèze nella regione della Nuova Aquitania.

## Storia
Durante la rivoluzione, portò il nome di Champagnac-le-Doustre, dal nome del fiume Doustre che la attraversa; Noaille evocava il sistema feudale che era stato appena abolito.

### Simboli
Lo stemma di Champagnac-la-Noaille è stato adottato il 29 marzo 1981.
Riprende il blasone della famiglia de Mirambel che era "d'azzurro, a tre specchi tondi d'argento".

## Società

### Evoluzione demografica
Abitanti censiti